# 德寿宫遗址
30°14′26″N 120°10′08″E / 30.24056°N 120.16878°E
德寿宫遗址是杭州市上城区的一处南宋宫苑遗址，为南宋临安城遗址的一部分。德寿宫原为秦桧宅邸，位于南宋宫城北面，后成为宋高宗、宋孝宗禅位后的宫殿，故一度称为“北内”，南宋中后期以后逐渐荒废。原址现建有南宋德寿宫遗址博物馆。

## 历史
德寿宫原本为秦桧宅邸，绍兴十五年（1145年）宋高宗御赐宅邸，绍兴二十五年（1155年）宋高宗收回宅邸，待绍兴三十二年（1162年）宋高宗禅位宋孝宗，将秦桧宅邸命名为德寿宫，作为自己和吴太后养老地度过了人生最后25年。淳熙十四年（1187年）宋高宗去世之后，吴太后寡居于此，改名慈福宫。三年后，宋孝宗禅位宋光宗，与谢太后移居慈福宫，改名重华宫。宋孝宗四年后去世，吴太后与谢太后共同居住在宫中，改名寿慈宫。开禧二年（1206年），寿慈宫前殿失火，此后逐渐荒废。宋度宗咸淳四年（1268年），德寿宫北面改建供奉太上老君的宗阳宫，其余改建为民居。宋朝灭亡之后，德寿宫彻底从历史消失。

## 发掘
1983年秋中国社会科学院考古研究所、浙江省文物考古研究所和杭州市文物管理委员会办公室联合组织南宋临安城考古队，次年在望仙桥至新宫桥之间的中河东岸发掘出南宋时期南北向砖砌道路，属于德寿宫遗址的一部分。2001年9月至12月，考古队为配合望江路改造，在望江路一带发掘出德寿宫的东宫墙、南宫墙和部分宫内建筑遗迹。2005年11月至2006年4月，考古队在杭州玩具厂遗址内发掘出德寿宫西宫墙、后苑等遗迹。2010年4月至7月，考古队通过发掘掌握了德寿宫中轴线南部建筑分布。2017年4月至2020年1月，考古队通过大规模发掘，发现了南部中轴线及其西侧次轴线多组建筑。

## 保护与展示
德寿宫遗址为全国重点文物保护单位临安城遗址的组成部分。遗址上方原计划建设商业小区，并通过限制深挖等措施保护遗址本体。2013年《临安城遗址保护总体规划》通过后，遗址地块的商业开发终止，完整的考古发掘工作得以展开。2020年年底，遗址上方开始建造南宋德寿宫遗址博物馆，2022年11月18日对外开放。博物馆复建了重华宫正殿及陈设，并使用数字投影、增强现实等技术展示遗址本体。

## 图片

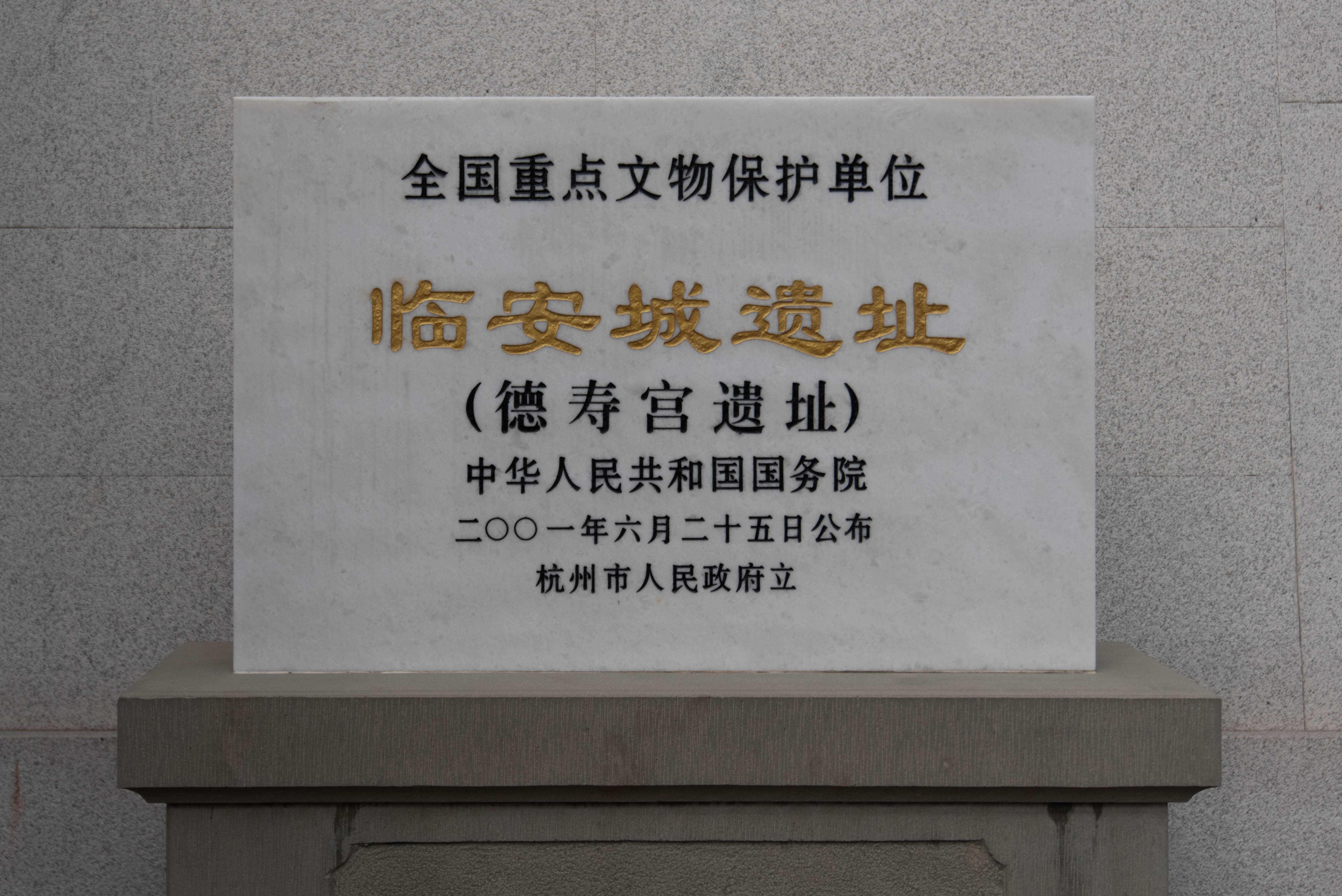
文保碑
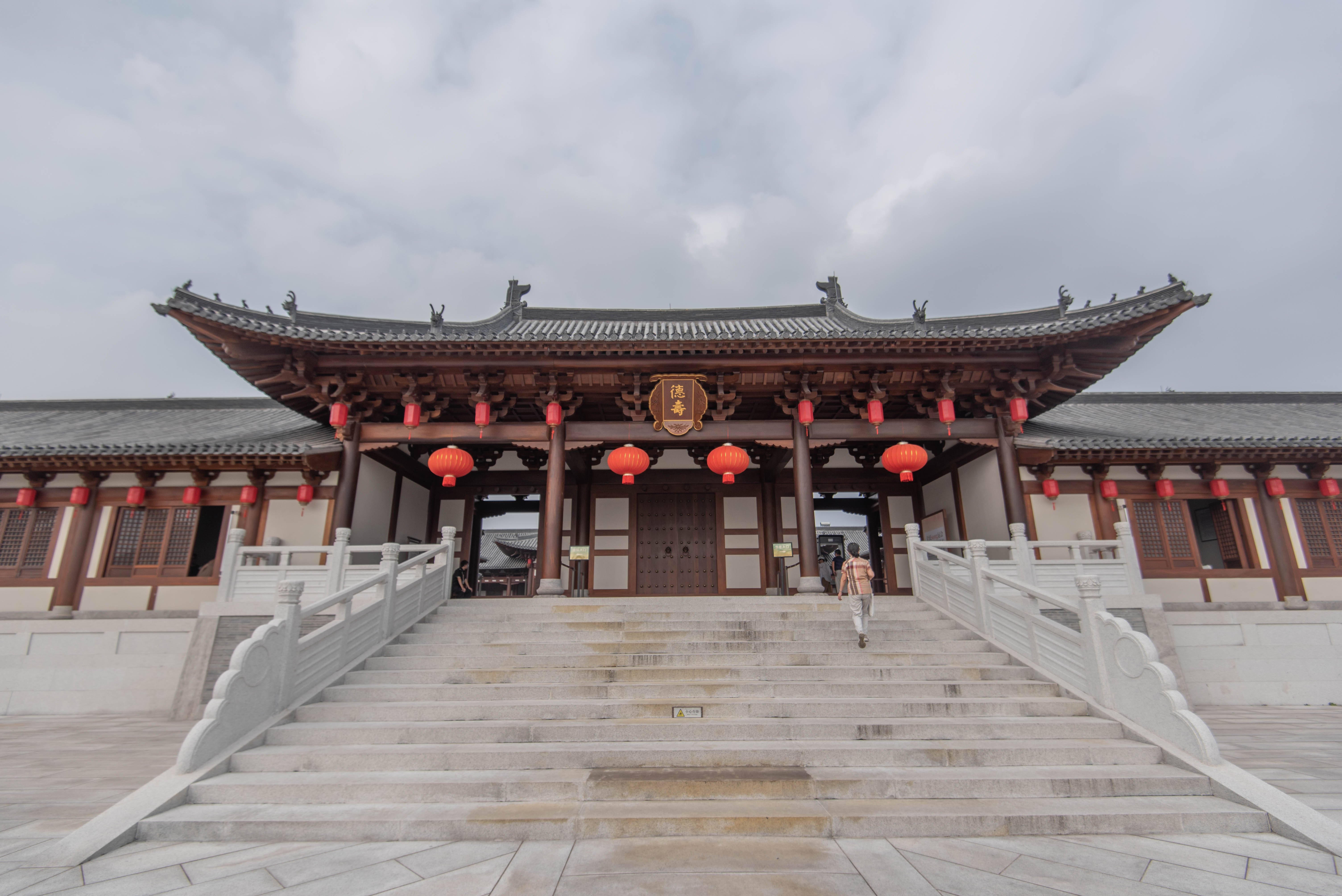
博物馆正门
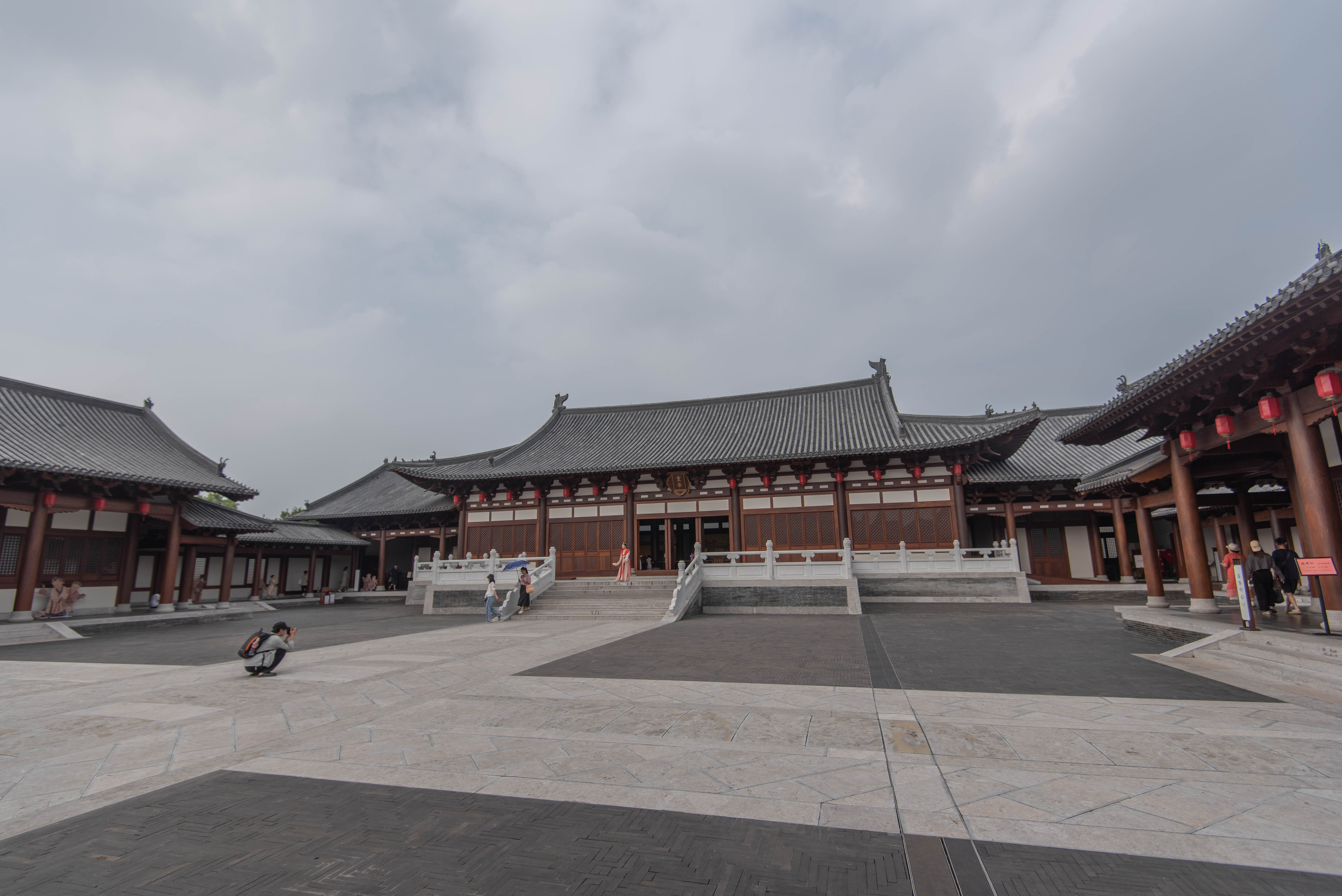
重华殿复原
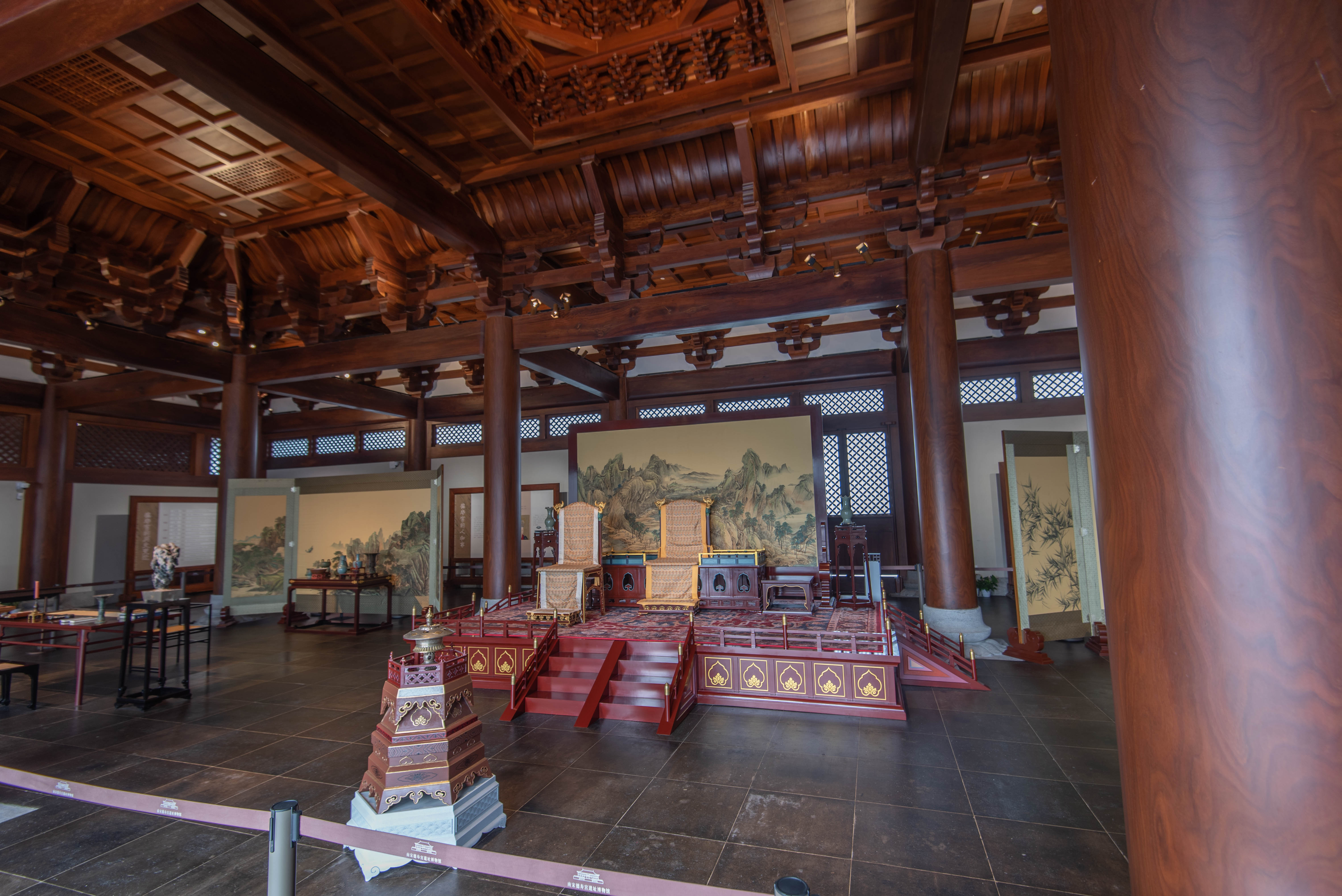
重华殿复原
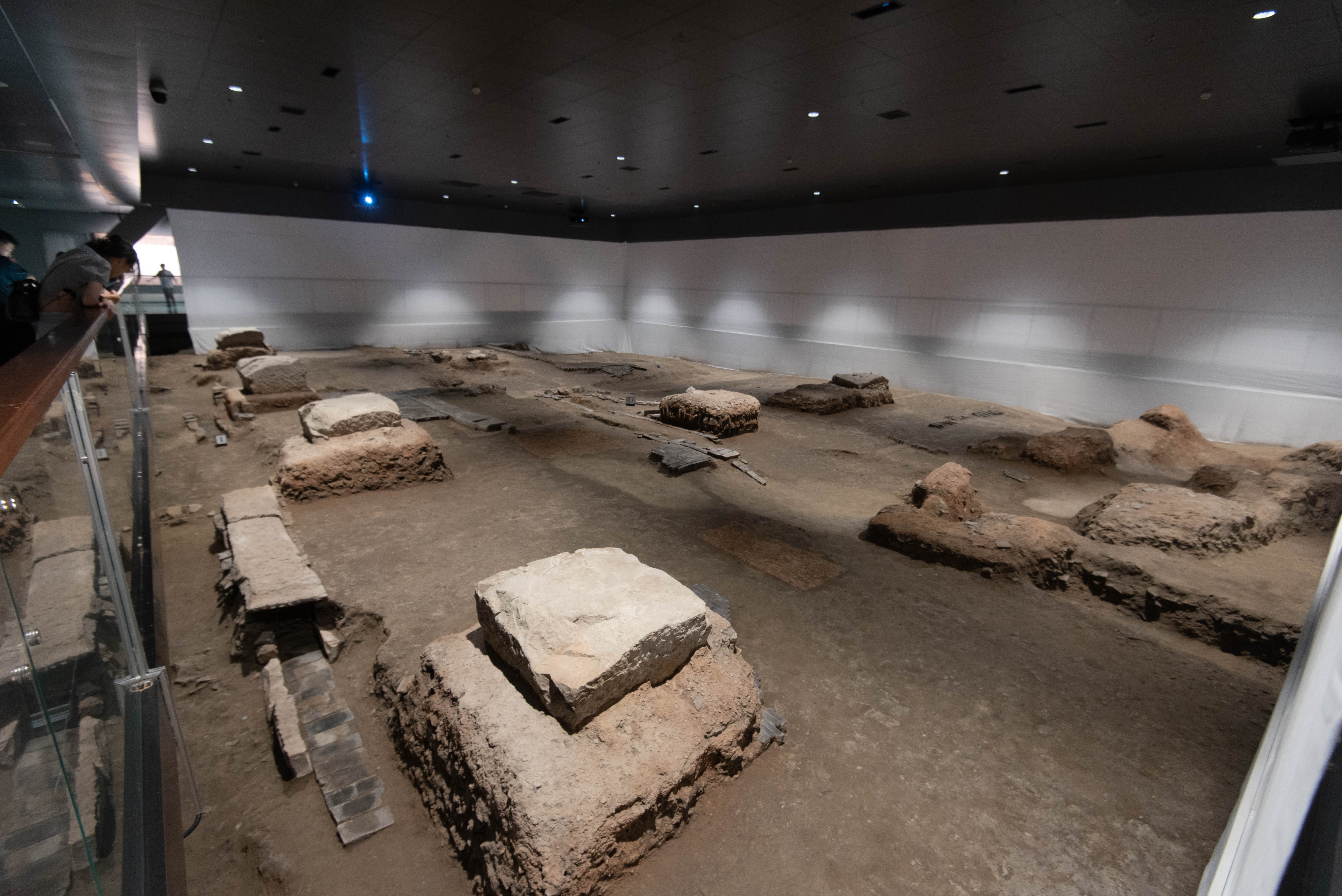
重华殿遗迹
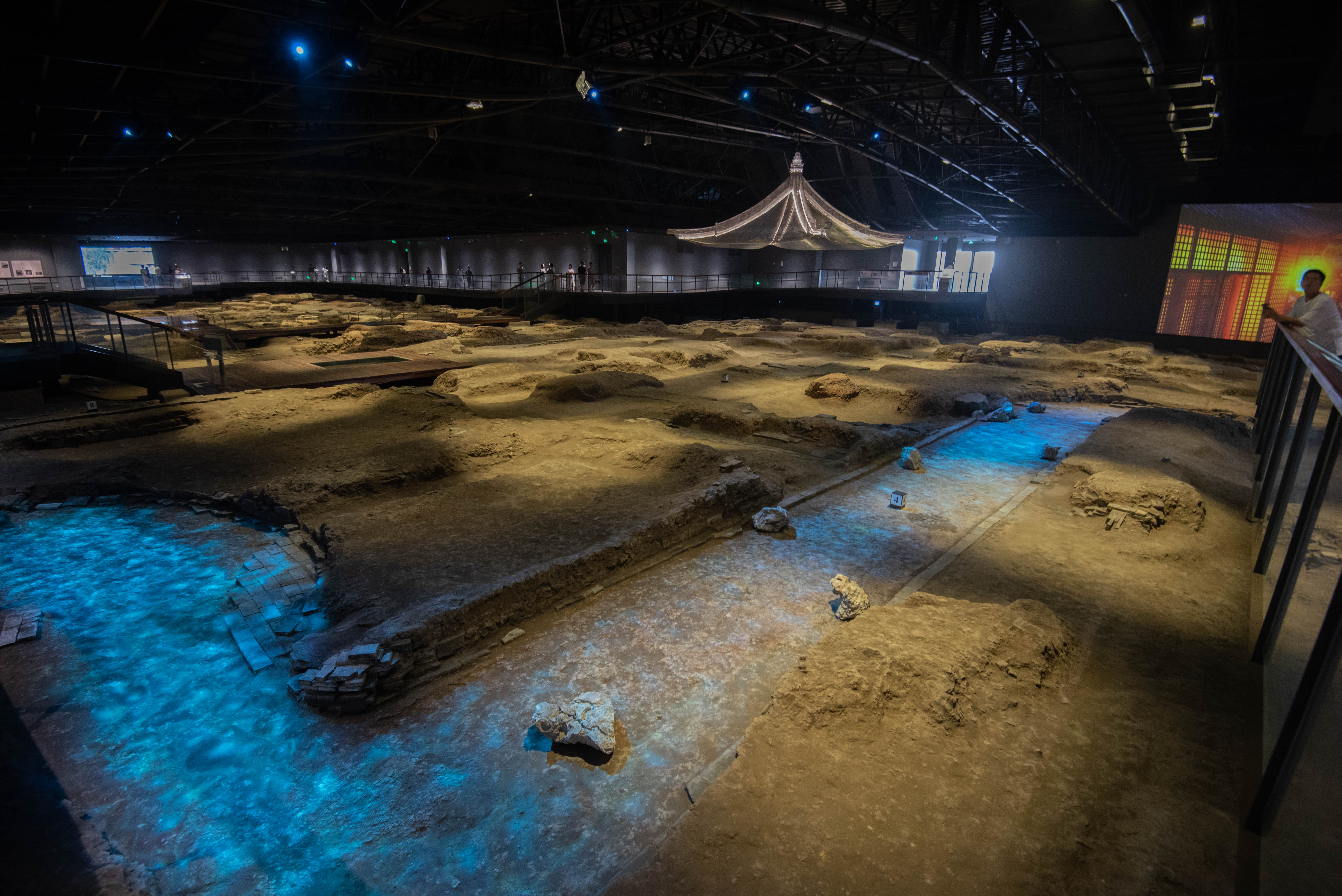
宫苑建筑遗迹